# Erinn Hayes
Erinn Hayes, właśc. Alexandra Erinn Carter (ur. 25 maja 1976 w San Francisco) – amerykańska aktorka filmowa i telewizyjna.
W 1998 ukończyła studia na Uniwersytecie Kolorado, uzyskując bakalaureat sztuk pięknych w zakresie performance’u.

## Wybrana filmografia
- 2001: Final Stab jako Kristin
- 2001: Powrót do Providence (Providence) jako kelnerka (odcinek serialu)
- 2003: Prezydencki poker (The West Wing) jako Laura (odcinek serialu)
- 2004: CSI: Kryminalne zagadki Las Vegas (C.S.I.: Crime Scene Investigation) jako Debbie Marlin (odcinek serialu)
- 2005: Z ust do ust (Rumor Has It...) jako organizatorka ślubów
- 2005–2006: Kill grill (Kitchen Confidential) jako Becky Sharp (serial)
- 2008–2009: Najgorszy tydzień (Worst Week) jako Melanie Clayton (serial)
- 2012: Straż sąsiedzka (The Watch) jako żona Boba
- 2012: W garniturach (Suits) jako pracownica kasyna (odcinek serialu)
- 2012: Taka piękna katastrofa (It’s a Disaster) jako Emma Mandrake
- 2012–2013: Faceci z dzieciakami (Guys with Kids) jako Sheila (serial)
- 2014: Wirtualna liga (The League) jako Heather (odcinek serialu)
- 2016–2017:: Kevin Can Wait jako Donna Gable (serial)
- 2018: Nauki niezbyt ścisłe (A.P. Bio) jako Trish (odcinek serialu)
- 2018: The Dangerous Book for Boys jako Beth McKenna (serial)
- 2019: Huge in France jako Vivian (serial)